# Aztekium
El gènere Aztekium té sol dues espècies de petits cactus globós. Descoberta en 1929 per F. Ritter, en Rayones, Nuevo León, Mèxic, aquest gènere era monotípic (Aztekium ritteri) fins que la 2a espècie (Aztekium hintonii) va ser descoberta per George S. Hinton, en Galeana, Nuevo León en 1991.
Aquest gènere es troba sol a Mèxic i és natiu de l'estat de Nuevo León. A causa de la massiva destrucció de l'hàbitat i collita, aquest gènere està gairebé extint en el camp. El seu nom està dedicat al poble asteca, a causa de certes reminiscències entre el format del cactus i algunes escultures asteques.

## Constituents actius
- N-metiltiramina
- hordenina
- anhalidina
- mescalina
- N,N-3,4-dimetoxi-fenetilamina
- pellotina
- 3-metoxitiramina